# IrcII
Az ircII egy Unix platformra írt, ingyenes, és nyílt forrású IRC-kliens.
Minthogy szöveges módú környezetbe készült, az ircII egyáltalán nem egy klasszikus szépség. Hangok, grafikai elemek, menük, felugró ablakok, és egyéb, manapság megszokott dolgok nélkül kifejezetten kényelmetlennek tűnhet. Mégis gyors, stabil, kicsi, hordozható, és olyan virtuális terminálok, mint a GNU screen révén kifejezetten rugalmas is.
Az ircII szolgáltatta az alapot olyan népszerű kliensek fejlesztéséhez, mint az EPIC és a BitchX.
Egy időben az ircII támasztotta a standard elvárásokat minden más kliens számára. Ugyan ennek még ma is van valóságtartalma, mára a Microsoft Windows-on működő mIRC – szignifikáns térnyerésével – sokkal inkább mondható fejlesztői berkekben viszonyítási alapnak.

## Külső hivatkozások
- Honlap Archiválva 2006. június 15-i dátummal a Wayback Machine-ben
- Telepítés, scriptek
- Script-frissítések az ircII scriptek eredeti készítőjétől